# Свет огледала
Свет огледала је приказ стварног света у дигиталном облику. Тај свет покушава да мапира структуре из стварног света на географски тачан начин. Светови огледала нуде утилитарни софтверски модел стварног људског окружења и његовог деловања.
Израз се разликује од виртуелних светова по томе што ови светови немају директне везе са стварним моделима и стога се описују као фикције, док су светови огледала повезани са стварним моделима и ближи су нефикцији. Уско је повезан са проширеном реалности, али свет огледала се може посматрати као аутономна манифестација дигитализоване стварности, укључујући виртуелне елементе или друге облике у које су информације уграђене.
Израз у вези са дигиталним медијима сковао је Давид Гелернтер, информатичар са Универзитета Јејл. О хипотетичком свету огледала први пут говори 1991. године.
Отворени стандарди гео-кодирања омогућују корисницима да допринесу свету огледала. Стога је могуће учинити да се сопствени географски подаци појављују као нови „слој“ на копији рачунара у свету огледала.

## Примери
Програми као што су Google Earth и Microsoft Virtual Earth примери су света 3D огледала.
Видео игра Anteworld мотора Outerra је свет огледала који огледа целу планету Земљу у размери 1: 1. Док је игра тренутно у фази израде, играчи је могу истраживати у режиму слободне камере, пешке, као и у возилима попут авиона, чамаца и аутомобила и корисници могу да направе предмете попут кућа и (употребљивих) возила. У игри се корисник може уклопити у уграђене Google Maps стварне Земље које су синхронизоване са тренутним положајем камере.